# Ensaios da Anitta (álbum)
Ensaios da Anitta (en español: Los Ensayos de Anitta) es el séptimo álbum de estudio de la cantante brasileña Anitta, lanzado el 5 de diciembre de 2024, a través de Universal Music y Republic Records. El álbum tiene como objetivo promocionar el proyecto de carnaval que lleva el mismo nombre.

## Promoción
"Lugar Perfeito" con Ivete Sangalo fue lanzado como el primer sencillo del álbum el 5 de diciembre de 2024.

## Lista de canciones
| N.º   | Título                | Produtor(es)   | Duración |  |
| 1.    | «Lugar Perfeito»      | Hitmaker       | 2:04     |  |
| 2.    | «Imagina»             | Hitmaker       | 2:45     |  |
| 3.    | «Perdeu»              | Hitmaker       | 2:32     |  |
| 4.    | «Sei Que Tu Me Odeia» | Hitmaker       |          |  |
| 5.    | «Chata pra Caralho»   | Brabo          |          |  |
| 6.    | «Capa de Revista»     | Brabo          |          |  |
| 7.    | «Sem Freio»           | Los Brasileros | 2:10     |  |
| 8.    | «Maratona de Jogação» | Hitmaker       |          |  |
| 9.    | «Eu Vou Ficar»        | Hitmaker       |          |  |
| 10.   | «Proposta»            | Hitmaker       | 2:40     |  |
| 11.   | «Fica Só Olhando»     | Hitmaker       | 2:29     |  |
| 12.   | «Menina Má»           | Hitmaker       | 1:53     |  |
| 29:08 |                       |                |          |  |

## Lanzamiento
| Región | Fecha                   | Formato(s)                 | Sello(s) discográfico(s)         | Ref.     |
| ------ | ----------------------- | -------------------------- | -------------------------------- | -------- |
| Mundo  | 5 de diciembre de 2024  | descarga digital streaming | Universal Music Republic Records | 1ª parte |
| Mundo  | 23 de diciembre de 2024 | descarga digital streaming | Universal Music Republic Records | 2ª parte |